# الدار (النادرة)

تعديل مصدري - تعديل

الدار محلة تابعة لقرية يقاعة، التابعة لعزلة الزمازمة بمديرية النادرة إحدى مديريات محافظة إب في الجمهورية اليمنية.، بلغ تعداد سكانها 39 حسب تعداد اليمن لعام 2004.